# Colposis simplicicollis
Colposis simplicicollis es una especie de coleóptero de la familia Salpingidae.

## Distribución geográfica
Habita en el Congo.